# Axoloti
Ne doit pas être confondu avec Axolotl.
Axoloti est un synthétiseur sonore analogique virtuel modulaire. Il se compose de deux éléments : Axoloti Core un module matériel libre sous licence CC-BY-SA et Axoloti Patcher (l'interface graphique), un logiciel libre en java fonctionnant sous Unix (Linux, BSD), Mac et Windows. Il a été créé en 2015 par Johannes Taelman, un Belge de Mont-Saint-Amand, une campagne de financement participatif récoltant 47 786 € donnés par 639 contributeurs. Durant la campagne, Kim Cascone (en) déclare attendre ce type d'outil,.
Il peut être utilisé pour créer des synthétiseurs audio de bureau/studio, dans des racks, dans des boites à rythmes (stompbox) ou autres.

## Description

### Axoloti Core
Le module Axoloti Core utilise un microcontrôleur STM32 F4 (d'architecture ARM Cortex-M4F, comportant un DSP et un FPU simple précision), produit par l'Européen ST Microelectronics et utilise le système d'exploitation temps réel embarqué, ChibiOS/RT, l'interface logicielle, Axoloti Patcher (GUI) utilise l'EDI Netbeans.
Le module Axoloti Core, présenté sous la forme d'un ordinateur à carte unique, comprend une entrée et une sortie jack 6,35 mm, une prise casque jack 3,5 mm, une entrée et une sortie MIDI DIN 5 fiches, un port micro-USB (principalement utilisé pour l'alimentation, un port USB host, permettant notamment un contrôle MIDI via USB, mais ne gérant pas les hubs USB), et un emplacement pour cartes microSD. Il a quelques similarités avec Nord Modular de Clavia.
Il gère différents contrôles matériels, incluant :
- Boutons pressoirs
- Potentiomètres
- LED
- Détecteur de lumière LDR
- Capteur de force à résistance (FSR)
- Capteur de flexion
- Détecteur de distance infrarouge Sharp GP2Y0A
- Servomoteur
- Accéléromètres.

### Axoloti Patcher
Le logiciel Axoloti Patcher est utilisé pour modéliser le patch en utilisant un système de boîtes-nœuds et de liaisons. Lorsque celui-ci est modélisé, le logiciel génère alors du code C++, le compile avec GCC et l'envoie à Axoloti Core pour l’exécution. On peut en temps réel changer les paramètres de ce patch depuis l'interface ou depuis un contrôleur MIDI. Il est également possible de créer de nouveaux modules en C.
La bibliothèque d'objets comprend des oscillateurs (Signal sinusoidal, alias-free saw, signal carré, pwm, différents générateurs de bruit, modulation FM), des filtres du 1er et 2d ordre, enveloppes, LFO, tables, E/S MIDI, analog voltage input, sortie PWM, et la lecture de fichiers d'onde en streaming depuis la carte SD.

## Utilisations
Dimitry Morozov, un artiste russe, inspiré par les travaux de Luigi Galvani et Alessandro Volta qui utilisaient des animaux pour produire de l'électricité, a fait des prélèvements de son sang pendant 18 mois jusqu'à obtenir 4,5 litres, qu'il a stabilisé chimiquement. Il a ensuite utilisé ce sang dans une installation appelée Until I die, à Moscou, dans lequel il a trempé des électrodes, qui produisent en tout 3 V et 1 A, servant à alimenter un module Axoloti qui génère l'ambiance sonore de l'installation,.
La Xylobox, un synthétiseur de table d'onde monophonique (open source)
WESCOFOR est un synthétiseur crée par Luc Debeck, avec deux moteurs, basés sur Axoloti.

## Conférences de l'auteur
- Johannes Taelman, "Sketching digital audio algorithms with the musical playability of standalone hardware." (en anglais) au Brussels Electronic Marathon 2017 (Bem17) de Bruxelles[12]
- (en) Johannes Taelman, « Axoloti — DIY audio signal processing », sur media.CCC.de [31c3] (Chaos Communication Congress, 2014) du Chaos Computer Club
- (en) « #MTFScandi Johannes Taelman - Axoloti », sur Music Tech Fest (en) Scandinavia (à Umeå, Finlande) sur YouTube, 28 septembre 2015 et (en) « #MTFParis Johannes Taelman - Axoloti », sur Music Tech Fest (en) Paris sur Youtube, 3 novembre 2015.